# Дурмонов Абдусамат Чаршанбійович
Абдусамат Чаршанбійович Дурмонов (узб. Абдусамат Чоршанбиевич Дўрмонов/Abdusamad Chorshambiyevich Do'rmonov, нар. 15 листопада 1965) — радянський та узбецький футболіст, що грав на позиції захисника і півзахисника. Відомий насамперед виступами за футбольний клуб «Нефтчі» (Фергана), у складі якого став п'ятиразовим переможцем першості країни, а також за виступами у національній збірній Узбекистану, у складі якої став переможцем Азійських ігор 1994 року.

## Клубна кар'єра
Абдусамат Дурмонов народився в Термезі, де й розпочав займатися футболом. У командах майстрів розпочав виступи з 1982 року в місцевій команді другої ліги СРСР «Сурхан». У 1985—1986 роках грав у складі команди другої ліги «Локомотив» з Чити. У 1987 році став гравцем ташкентського «Пахтакора», який на той час грав у першій лізі. У 1990 році повернувся до «Сурхана», в якому грав аж до розпаду СРСР. У 1992 році став гравцем команди «Нефтчі» з Фергани у вищому узбецькому дивізіоні. У складі ферганської команди п'ять разів — чотири рази поспіль з 1992 до 1995 року, а також у 2001 році, ставав чемпіоном країни, та двічі володарем Кубка Узбекистану у 1994 і 1996 роках. У складі ферганської команди зіграв 274 матчі в чемпіонаті Узбекистану. У 2001 році завершив виступи на футбольних полях.

## Виступи за збірну
У національній збірній Узбекистану Абдусамат Дурмонов дебютував 17 червня 1992 року в матчі зі збірною Таджикистану. У 1994 році його включили до складу збірної для участі у Азійських іграх 1994 року в Японії. Хоча АФК цього року вирішила, що у складі збірних мають бути гравці лише віком до 23 років, проте практично всі команди приїхали на цей турнір у найсильніших складах. Абдусамат Дурмонов на турнірі не був гравцем основи команди, яка стала переможцем турніру, виходив лише на заміну, що не завадило йому також отримати золоті медалі ігор. Після завершення турніру до національної збірної не викликався. Усього в національній команді провів 7 матчів без забитих м'ячів.

## Тренерська кар'єра
Після невеликої перерви по закінченні кар'єри гравця Абдусамат Дурмонов розпочав кар'єру футбольного тренера. У 2003 році він увійшов до тренерського штабу свого колишнього клубу «Нефтчі». У 2015 році він очолив клуб третього дивізіону узбецького футболу «Яз'яван Лочинлари», та зумів вивести її до другого дивізіону, проте його звільнили з посади. У цьому ж році Абдусамат Дурмонов повернувся до роботи у тренерському штабі «Нефтчі». У 2020 році нетривалий час був виконуючим обов'язки головного тренера «Нефтчі», після чого повернувся до роботи в тренерському штабі команди.

## Нагороди
У 1994 році після перемоги у складі команди на Азійських іграх Абдусамат Дурмонов разом із іншими переможцями ігор та їх тренерами був нагороджений державною нагородою Республіки Узбекистан — медаллю «Шухрат».

## Особисте життя
Рідний брат Абдусамата Дурмонова, Рустам Дурмонов, також грав, переважно в один час з братом у клубі «Нефтчі» (Фергана) та національній збірній Узбекистану. Ще один брат, Равшан, відомий переважно за виступами в клубі «Сурхан» з Термеза, який пізніше очолював.

## Титули і досягнення

### Командні
«Нефтчі» (Фергана)
- Чемпіон Узбекистану: 1992, 1993, 1994, 1995, 2001
- Володар Кубку Узбекистану: 1994, 1996

Збірна Узбекистану
- Азійські ігри:

- : 1994